# Mydaea setifemur
Mydaea setifemur är en tvåvingeart som beskrevs av Ringdahl 1924. Mydaea setifemur ingår i släktet Mydaea och familjen husflugor. Arten är reproducerande i Sverige. Inga underarter finns listade i Catalogue of Life.